# Jean-Yves Lechevallier
Jean-Yves Lechevallier [ʒɑ̃ iv ləʃəvæljeɪ] (ur. 11 stycznia 1946 w Rouen) – francuski malarz i rzeźbiarz, laureat konkursu Stowarzyszenia Roberta Schumana w dwudziestą rocznicę traktatów rzymskich, poświęconego Europie za rzeźbę „Płomień Europy” w Scy-Chazelles w 1977 r.
Rzeźba została odsłonięta przez prezydenta Senatu Alaina Poher w obecności Ottona von Habsburg.

## Życiorys
Jego ojciec Jacques Lechevallier był architektem, dorastał więc w otoczeniu planów, szkiców i makiet.
Podczas wycieczki na rodzinnych wakacjach na południu Francji w Les Baux-de-Provence zabrał trójkątny kamień służący do blokowania kół samochodu na postoju. Po powrocie do Rouen zaczął go obrabiać.
W wieku piętnastu lat organizuje swoją pierwszą wystawę w Galerii Prigent w Rouen poświęconą rzeźbom zwierząt rzeźbionych spontanicznie w kamieniu prowansalskim.
Później w 1966 r., architekt urbanista, przyjaciel rodziny, Robert Louard proponuje młodemu artyście aby przekształcił swoją pierwszą pracę (służącą jako prototyp) i dostosował ją do nowo powstającej dzielnicy mieszkaniowej na Ile Lacroix w Rouen. Autor miał 20 lat i jego pierwsze oficjalne zamówienie nosiło nazwę Voile („Żagiel”).
Ukończył Regionalną Szkołę Sztuk Pięknych w Rouen i Akademię Sztuk Pięknych w Paryżu.
Zaczął pracę jako projektant u architekta Daniela Badani.

## Prace artystyczne
Był pod wpływem refleksji rzeźbiarza-poety Hansa Arpa wokół pojęć natury i rzeźby.
Jego prace są zróżnicowane pod względem materiałów kompozycji i stylu (płaskorzeźby, statuy, kariatydy i rzeźby monumentalne). Wykorzystywał egzotyczne drewna, kamień i marmur, metale: miedź, odlew aluminiowy, brąz, stal nierdzewną, beton, masę papierową, a nawet poliester.
W latach powojennej odbudowy Francji, dzięki francuskiej polityce kulturalnej stymulującej rozwój sztuki, artysta partycypował w licznych konkursach organizowanych przez państwo i gminy integrujących sztukę z pejzażem miejskim i miejscami publicznymi jak: ogrody, szkoły, obiekty wojskowe i osiedla (akcja zwana „1%” – jeden procent kosztów konstrukcji poświęcone na dzieło sztuki towarzyszące operacji).
Prace te są częścią krajobrazu architektonicznego dziś w wielu miastach w całej Francji, głównie w Normandii, Paryżu i na Lazurowym Wybrzeżu.
Ulubionym tematem artysty są dzieła monumentalne umieszczone w dużych wolnych przestrzeniach, jak powiedział cytując Corinne Schuler: „By forcing art into confined spaces, you lose so much in terms of its beauty” (tłum. „Wciskanie sztuki w zduszoną przestrzeń zatraca jej piękno”).
Następnym uprzywilejowanym tematem są fontanny. Autor kocha dźwięk i ruch cieknącej wody „umuzykalniający” rzeźbę.

## Główne dzieła
- Voile („Żagiel”) – Ile Lacroix Rouen, 1966 r.
- Fleur d’eau, – Fontanna („Kwiaty wodne”) Front de Seine Rouen, 1975 r.
- La Flamme de l’Europe – („Znicz Europy”), 1977 r.
- Cristaux, – Rzeźba-fontanna („Kryształy”) Temat poświęcony muzyce Béli Bartóka Paryż, 1983 r[11].
- Polypores, – „Fontanna Polypores” (zainspirowana grzybami Polyporus) pokazana w filmie muzycznym Alaina Resnais, Znamy tę piosenkę ((fr). On connaît la chanson) Paryż, 1983 r[12][13].
- Concretion – Fontanna w Théoule-sur-Mer, 1987 r[14].
- Humakos V, w Peymeinade 1989 r.
- La Croix des Gardes, w Cannes jest symbolem[15] i miejscem skupienia, 1990 r[16].
- Aile Entravée, – („Spętane Skrzydło”) powstałe podczas Wojny Golfowej, umieszczone w ogrodzie Pałacu Carnoles w Muzeum Sztuk Pięknych w Mentonie, 1991 r[17].
- Point d’Orgue, dekoruje wejście tunelu w Monako odsłonięty przez Księcia Monako Rainiera wraz z synem Albertem, 1992 r.
- Structuration F1, – („Strukturacja F1”) z Maranello we Włoszech wykonane dla Ferrari, która jest zintegrowana z modelem F1 specjalnie opracowanym dla kierowcy Michaela Schumachera, 2002 r[18][19].
- Fungia, – Fontanna w Draguignan, 2007 r[20].
- Spirale, – Fontanna („Spirala”) na Placu Celli w Saint-Tropez, 2007 r[21].
- Red Love, 2009 r[22][23].

Inne dzieła są trudno dostępne, gdyż należą do kolekcji prywatnych; w Niemczech, USA, Francji i Monako.

## Galeria

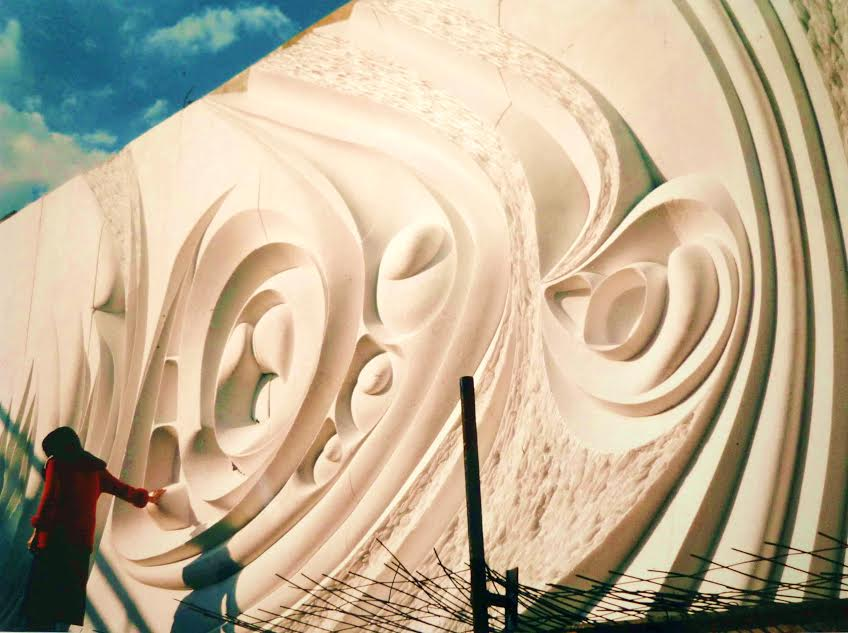
La lutte des élements, Le Chesnay
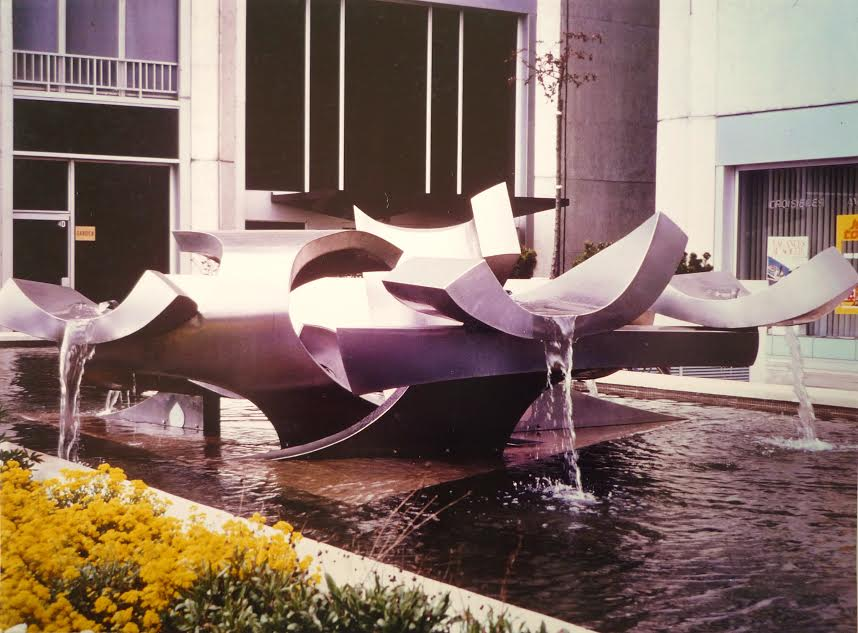
Fontanna Fleurs d’eau, Rouen
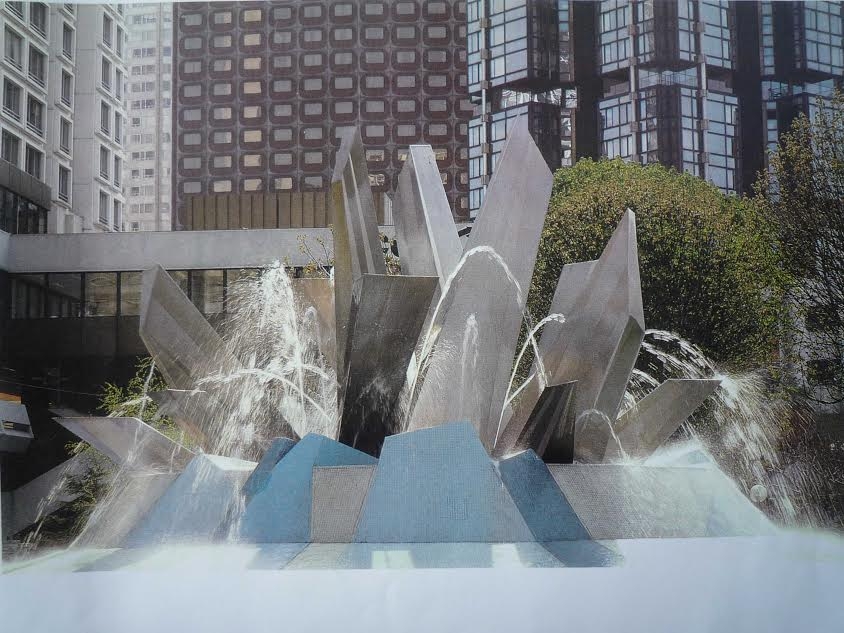
Fontanna Cristaux, Paris
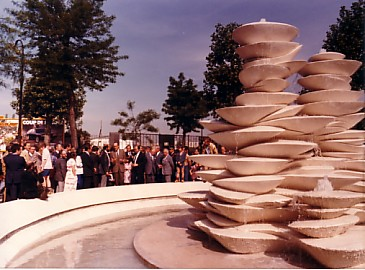
Fontanna Polypores, Paris
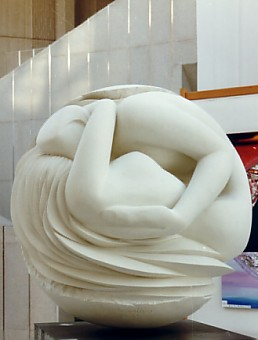
Sculpture Humakos V, Peymeinade,
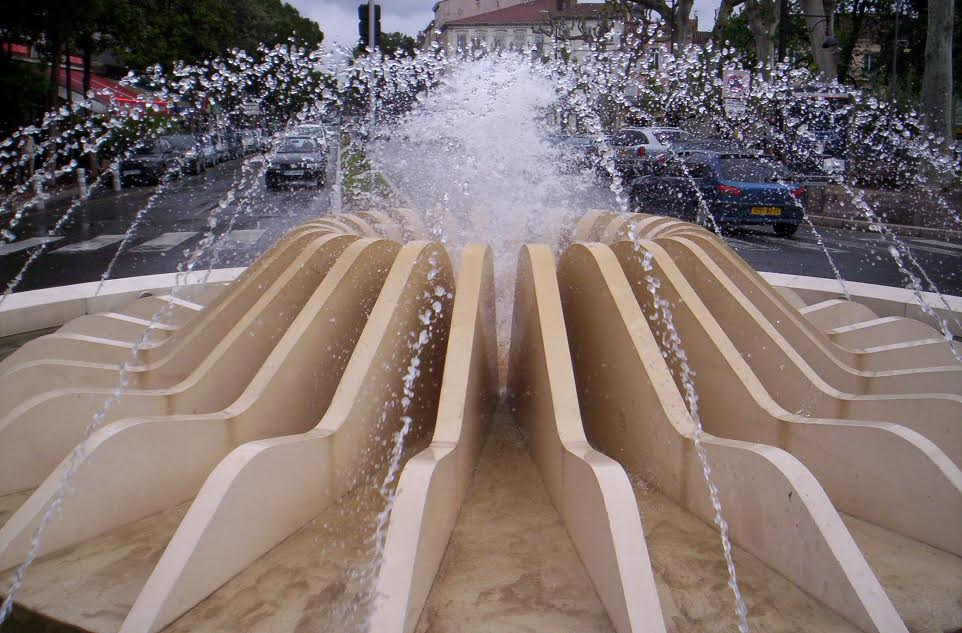
Fontanna Fungia, Draguignan

## Wystawy i I nagrody
- Muzeum Sztuki Nowoczesnej Fundacja Enzo Pagani[25] w Castellansa (Va) we Włochy, 1973 r.
- Muzeum Miejskie w Mougins (Malarstwo, pastele i rzeźby), 1993 r.
- Kaplica św Jana Chrzciciela w Saint-Jeannet. Galerii Quadrige, 1995 r.
- Sentiers de la Sculpture („Ścieżki rzeźby”) Saint Tropez, 2010 r.
- Salon de Mai – („Salon Majowy”) Paryż, 1999 r.
- Salon Réalités Nouvelles[26], Salon („Nowe Realności“) Paryż, 1972 r.
- I Nagroda Rzeźby (ECAL) w „Space Camp” Patrick Baudry, 1991 r.
- Honorowa Nagroda miasta Grasse; Ekspozycja dla Europy, 1990 r.
- Nagroda konkursu Stowarzyszenia Roberta Schumana poświęconego Europie, 1977 r.
- Selekcja do Bienale Fujisankei Muzeum plenerowe w Hakone Japonia, 1993 r[27].